# عضلة مستقيمة علوية
العضلة المستقيمة العلوية (بالإنجليزي:Superior rectus muscle) هي عضلة من عضلات محجر العين. تعتبر إحدى العضلات الخارجية للعين. تتعصب من الفرع العلوي للعصب المحرك للعين (الثالث). في الوضعية الأولية (النظر للأمام مباشرة)، تتمثل وظيفتها الرئيسية في الرفع، رغم أنها تساهم أيضًا في التدوير الإنسي والتقريب. ترتبط العضلة بالعديد من الحالات الطبية وقد تُصاب بالضعف أو الشلل أو فرط الاستجابة وقد تكون غائبة خلقيًا عند بعض الأشخاص.

## البنية
تنشأ العضلة المستقيمة العلوية من حلقة زن. ترتكز على السطح العلوي الأمامي للعين. يبلغ عرض المرتكز نحو 11 ملم. يبعد المرتكز نحو 8 ملم عن حوف القرنية.

### التعصيب
تُعصب العضلة المستقيمة العلوية بواسطة الفرع العلوي للعصب المحرك للعين (الثالث).

### الصلات
ترتبط العضلة المستقيمة العلوية بالعضلات الخارجية الأخرى للعين، وبالأخص العضلتين المستقيمتين الإنسية والوحشية. يبعد موضع ارتكاز العضلة المستقيمة العلوية نحو 7.5 ملم عن موضع ارتكاز العضلة المستقيمة الإنسية، ونحو 7.1 ملم عن موضع ارتكاز العضلة المستقيمة الوحشية، ونحو 7.9 ملم عن حوف القرنية. يتواجد حجاب بين عضلي بينها وبين العضلة المستقيمة الوحشية.

### الاختلافات
تعد اختلافات العضلة المستقيمة العلوية نادرة. قد تمتلك العضلة بطنين متوازيين في حالات نادرة. قد تكون العضلة غائبة في حالات شديدة الندرة.

## الوظيفة
ترفع العضلة المستقيمة العلوية العين وتقربها وتساعد في تدويرها نحو الإنسي (الدوران للإنسي).

## الأهمية السريرية

### الاختبار
تعد العضلة المستقيمة العلوية العضلة الوحيدة القادرة على رفع العين حين تكون بوضعية التبعيد الكامل.

### جحوظ العينين
يمر قسم كبير من التصريف الوريدي لمحجر العين والعضلات الخارجية للعين بالقرب من العضلة المستقيمة العلوية. قد تؤدي إعاقة التصريف الوريدي إلى حدوث احتقان وريدي في العين، ما يؤدي إلى جحوظ العينين (انتفاخ كرة العين). قد يظهر هذا الأمر عبر التصوير المقطعي المحوسب.

### الضعف والشلل
قد تُصاب العضلة المستقيمة العلوية بالضعف أو الشلل بسبب مشاكل في التوصيل العصبي للعصب المحرك للعين (الثالث). قد يكون الأمر خلقيًا ويرتبط بالوراثة العائلية أغلب أحيان، أو مكتسبًا وينتج غالبًا عن إصابات الرأس.

### فرط الاستجابة
قد يؤدي التخدير الموضعي المستخدم في جراحة الساد إلى إضعاف العضلة المستقيمة السفلية، رغم الجهود المبذولة لاستخدام أقل قدر من المواد المخدرة وتجنب وضع الإبرة داخل العضلة. قد يتسبب ضعف العضلة المستقيمة السفلية في زيادة قوة العضلة المستقيمة العلوية، ما يؤدي إلى استجابتها بصورة مفرطة. قد ينتج عن هذا الأمر رفع العين وعدم القدرة على استخدامها في الرؤية الطبيعية. قد يتضمن العلاج إجراء جراحة للعين لإضعاف العضلة المستقيمة العلوية أو تصحيح موضعها، وتعطي عادةً نتائج جيدة.

### غياب العضلة
قد تكون العضلة المستقيمة العلوية غائبة خلقيًا في حالات نادرة جدًا. قد ينتج هذا الأمر عن متلازمة أبير. يؤدي غياب العضلة إلى انخفاض القدرة على رفع العين. قد تُعالج بإجراء جراحة للعين تُستخدم فيها أجزاء من العضلتين المستقيمتين الإنسية والوحشية لاستعادة الوظائف التي تؤديها العضلة المستقيمة العلوية عادةً.

## صور

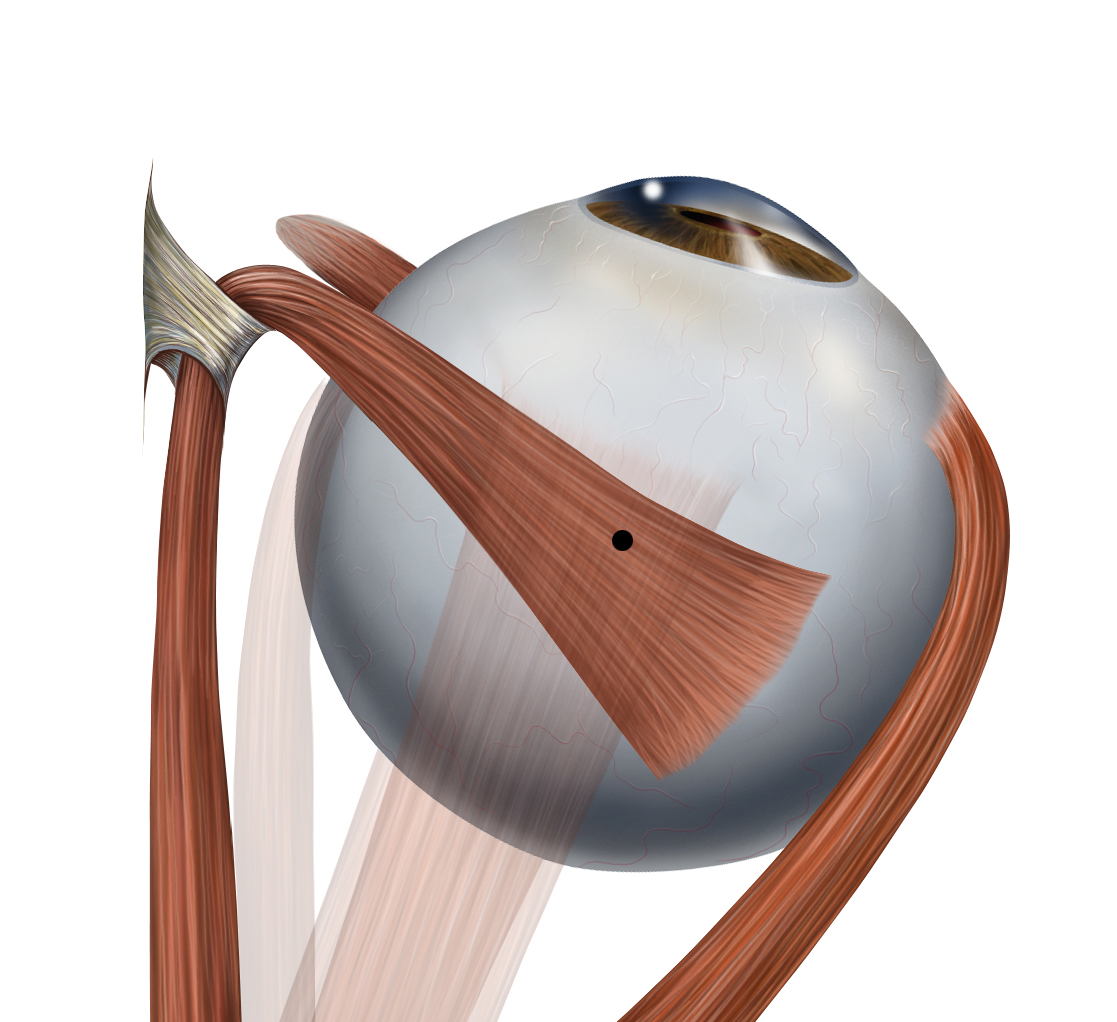
حركة العضلة المستقيمة الوحشية (الجانبية)
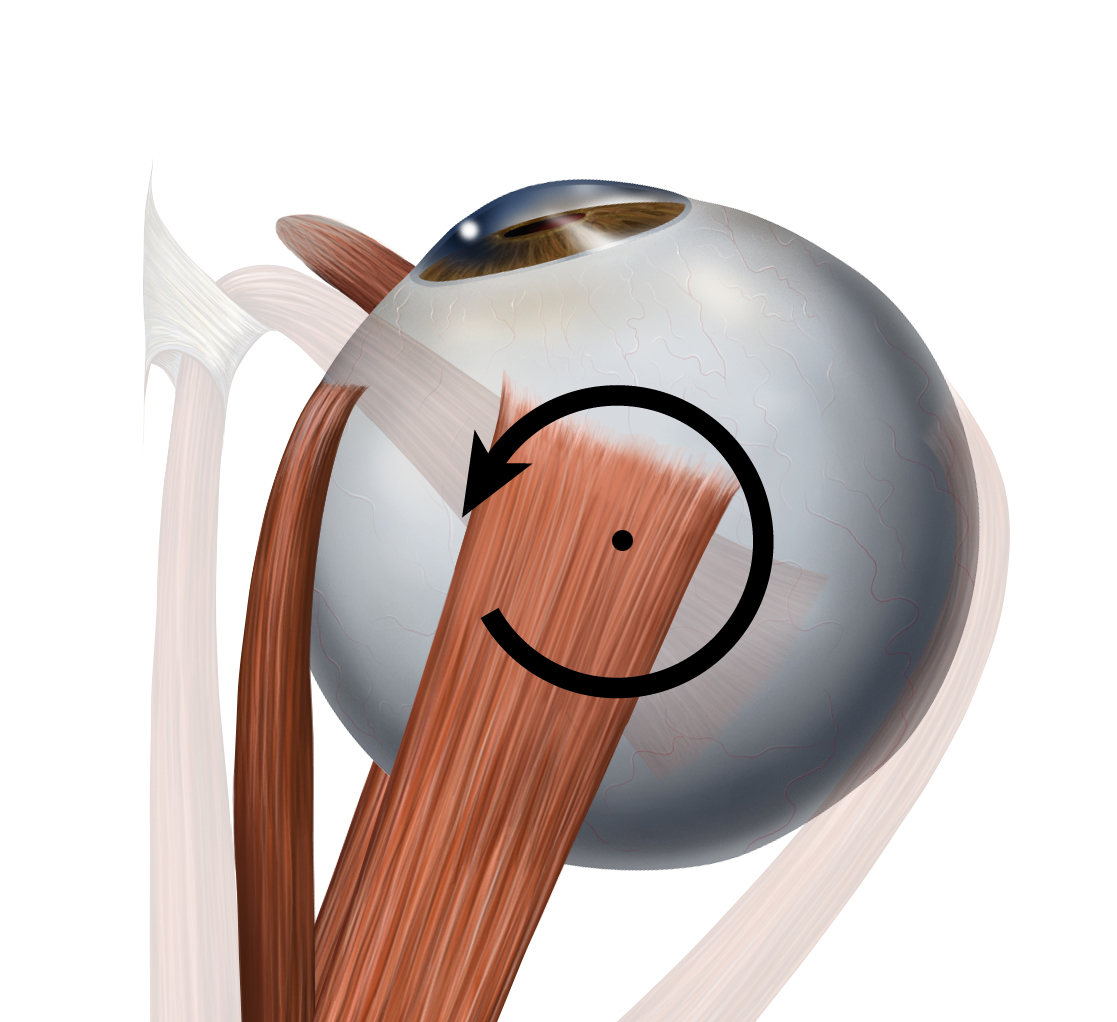
حركة العضلة المستقيمة الإنسية (الداخلية)
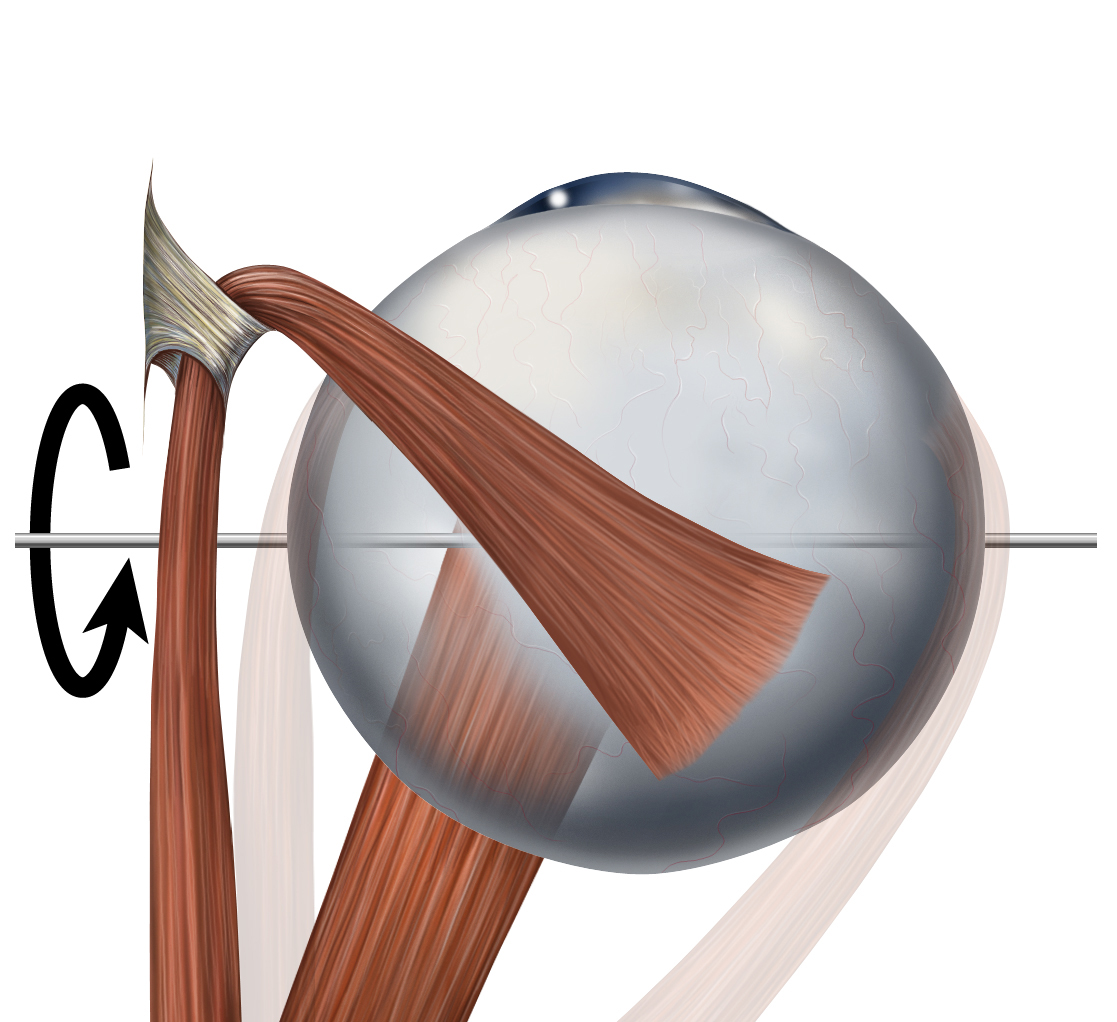
حركة العضلة المستقيمة السفلية
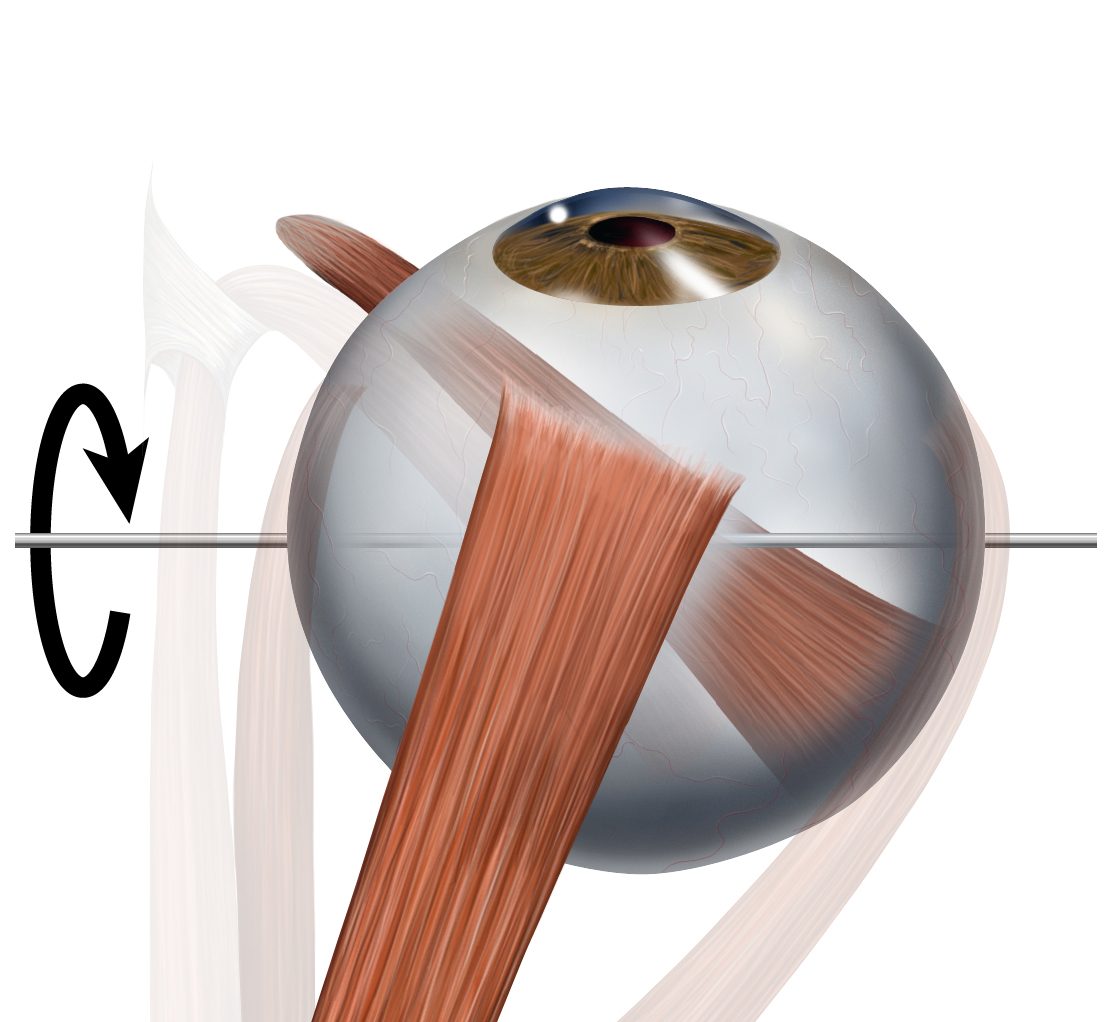
حركة العضلة المستقيمة العلوية
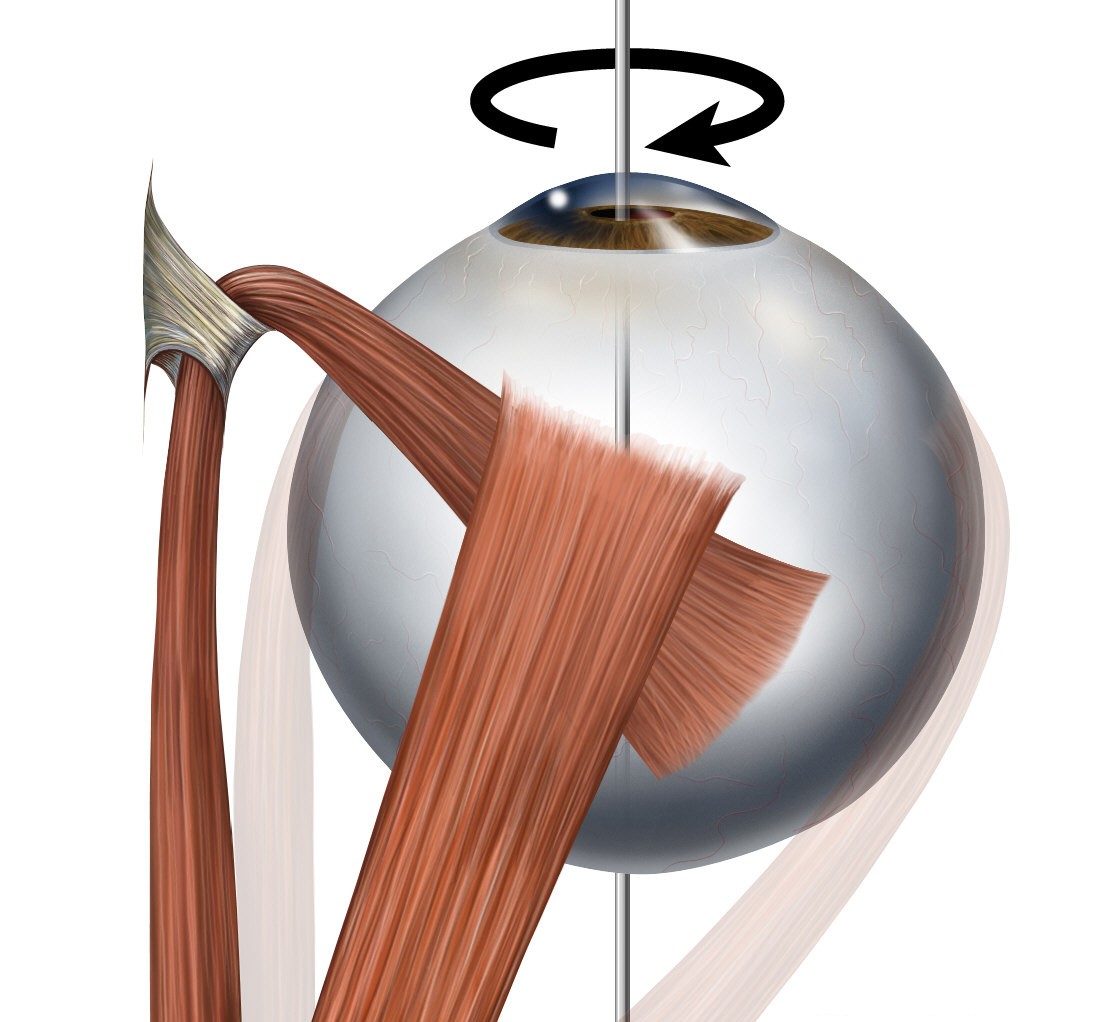
حركة العضلة المائلة العلوية (المنحرفة)
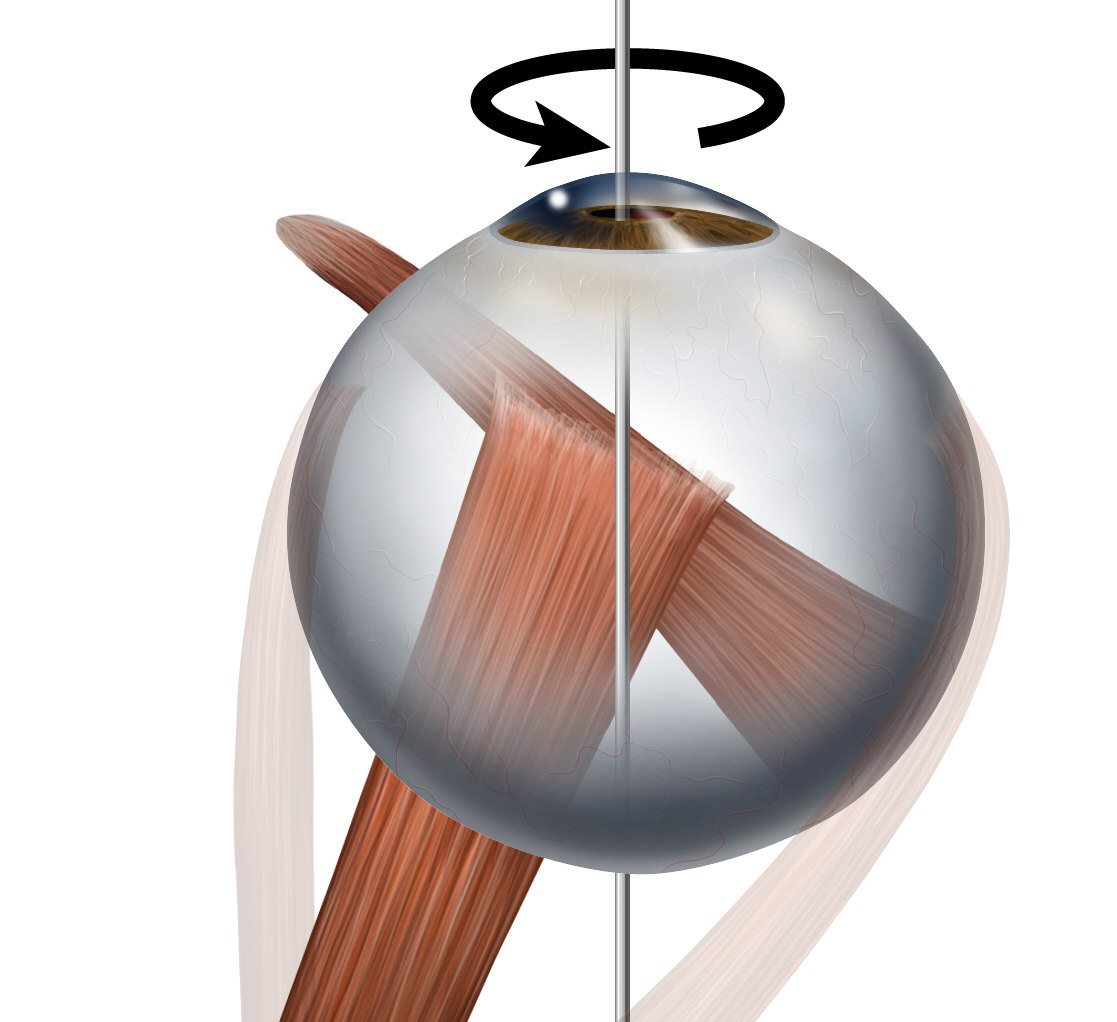
حركة العضلة المائلة السفلية (المنحرفة)
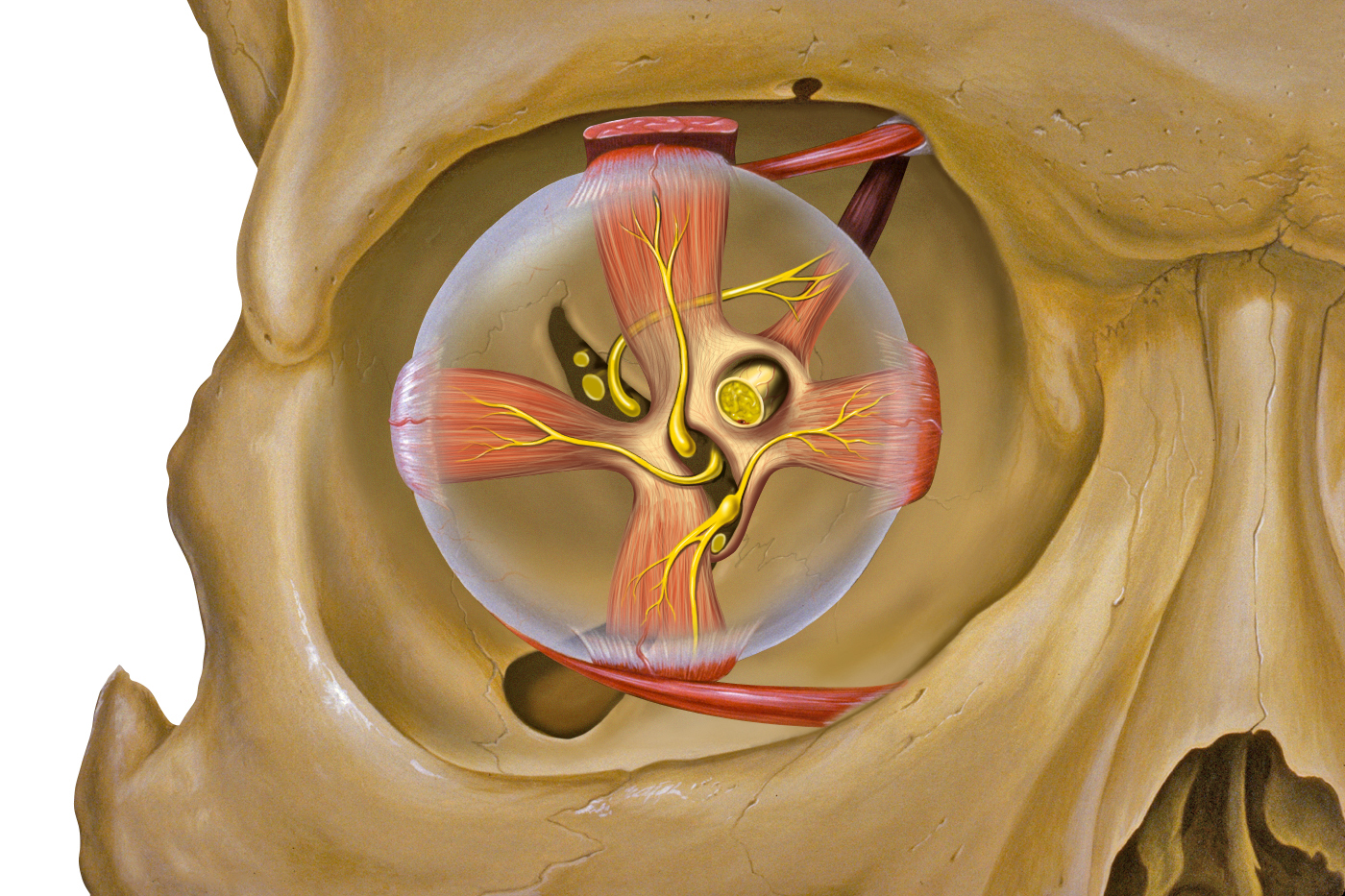
الوضع الأمامي الخلفي

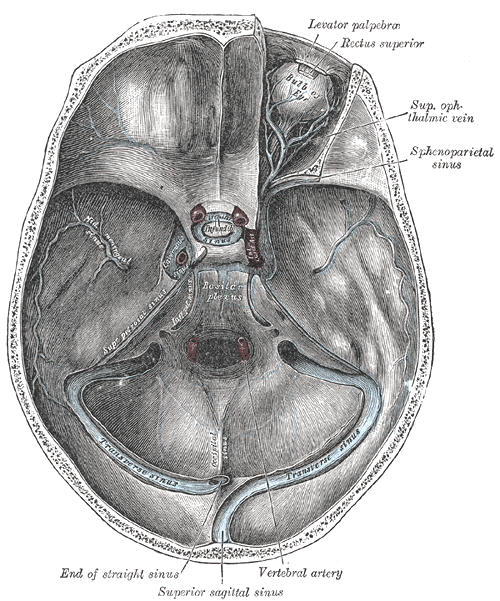
الجيوب الأنفية في قاعدة الجمجمة
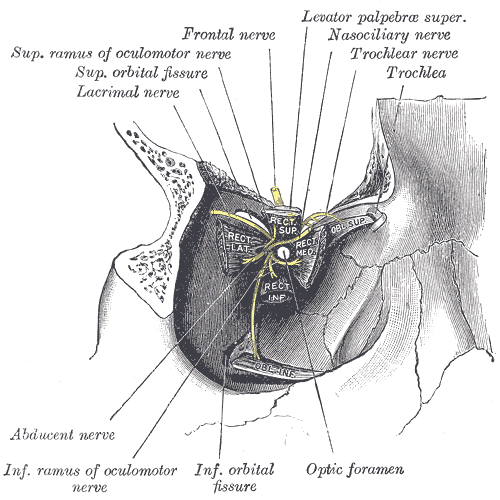
عرض تشريحي لعضلات العين اليمنى
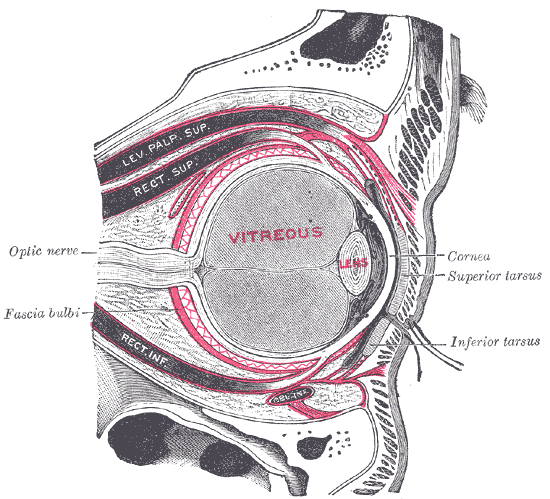
مقطع سهمي للعين اليمنى